# Roodharige wespbij
De roodharige wespbij (Nomada lathburiana) is een vliesvleugelig insect uit de familie bijen en hommels (Apidae). De wetenschappelijke naam van de soort is voor het eerst geldig gepubliceerd in 1802 door Kirby.
De bij heeft een zwart borststuk en een zwart met geel gevlekt schildje en schouderbultjes. De vleugelschubjes zijn roestrood. Het achterlijf is geel met zwarte segmentranden, de eerste twee segmenten zijn geheel of deels rood. Het is een koekoeksbij die parasiteert op de grijze zandbij en de asbij. De soort komt vooral voor op schraal begroeide plekken op zandgrond waar nestkolonies van de genoemde bijen aanwezig zijn.